# 금성 패미콤
패미콤은 금성사(현 LG전자)에서 개발한 8비트 개인용 컴퓨터 시리즈이다.

## FC-30
- CPU Z-80A
- 영국 싱클레어(Sinclair)사의 ZX시리즈의 복제품
- 당시 출고가격 129,800원. (금성사에서는 당시 '10만원대 콤퓨터'라는 캐치프레이드로 이 기종의 판매광고를 게재하였다.)
- 메모리 최대 24KB까지 확장 가능
- 베이직 언어를 지원. 프로그램의 입력은 명령어가 아닌 키보드 하나하나에 부여된 예약어를 입력하는 방식이고, 한줄만이 표시된다. 상당히 간단한 프로그램만 사용 가능하다.
- 텍스트와 저해상도 그래픽만을 지원했다. 텔레비전에 연결 가능하다.
- 후에 확장팩의 형태로 대부분의 기능을 MSX에 준하는 수준으로 확장된다고 선전하였던 적은 있으나 실현되지는 않았다.

## FC-80
- CPU Z-80A
- ROM 32KB, RAM 64KB
- MSX
- 색깔이 다른 FC-80U도 있었다.
- 금성사에서는 도표 계산 및 워드프로세서 기능을 구현한 소프트웨어 '파소칼크'(FASOCALC)를 내장시킨 GFC-1080 모델을 시판하였다. (권장소비자가격: 298,100원)
- 라이트 펜이 이용가능하다고 선전하였다. 하지만 FC-80용의 라이트 펜의 시제품은 만들었으나 제품화 하여 판매하지는 않았다.

## FC-100
1983년 발매된 금성사의 첫 번째 8비트 개인용 컴퓨터. '교육용 컴퓨터'라는 활용 방향을 염두에 두고 만들어졌다.
산요전기의 8비트 컴퓨터 PHC-25와 부분적인 호환성을 가진 컴퓨터이다.
일본전기 NEC PC-6001시리즈와는 호환성은 없지만 화면처리는 유사한 부분을 가지고 있다.

### 하드웨어 사양
- 발매년도 : 1983년
- CPU : NEC μPD780C-1 (Z80A 호환)
- ROM : 24KB (GS-BASIC 인터프리터) + 4KB (문자 캐릭터 폰트)
- RAM : 16KB (페이지1일 경우 14KB / 페이지2일 경우 8KB 사용가능)
- VDG : M5C6847P-1 (MC6847 호환)
- 표시 : TEXT모드 : 32문자 x 16행 / 그래픽모드 : 64 x 48 (9색) / 128 x 192 (4색) / 256 x 192 (2색)
- 카세트 인터페이스 : FSK방식 600/1200BPS
- 프린터포트
- 사운드 : PSG음 (AY-3-8910칩셋 내장)
- 비디오 인터페이스 : 콤포지트 비디오 RF

## FC-150
이 기종은 일본 SORD사의 8비트 퍼스널 컴퓨터 m5의 호환기종으로 알려져 있다.
- 본체의 색상은 흑색으로, 고무 재질로 된 키보드를 지원했다.
- 키의 모양은 사각형에 한쪽모서리가 잘린 오각형 모양을 하고 있었다.
- 본체에 기본 소프트웨어가 내장되어 있지 않고, 언어 및 게임 소프트웨어가 들어있는 카트릿지를 삽입한 후에 전원을 넣어 사용하는 방식이었다. 기본으로는 BASIC-I 롬팩이 본체와 함께 발매되었다.
- 권장소비자가격: 266,200원 (본체) (BASIC-I포함)

### 하드웨어 사양
- CPU 자일로그의 Z-80A (3.58Mhz)
- 비디오 칩셋: VDP로는 텍사스 인스트루먼트의 TMS9918A를 탑재. 밑의 주요 기능은 TMS9918A가 지원하는 성능이었으며, 이때문에 같은 VDP를 이용하는 MSX1과 그래픽 성능은 동일했다.
  - 24x40 문자 표시 기능. (한 문자는 8x6 픽셀로 표시됨). 224개의 사용자 정의 문자 지원.
  - 16색 256x192 해상도의 그래픽을 지원
  - 최대 32개까지 지원 가능한 하드웨어 바탕의 스프라이트: 기본으로 8x8픽셀. 최대 16x16 픽셀까지 사용가능.
- 사운드 칩: 당시에는 PSG(Programmable Sound Generator)라 불렸다. SN76489 을 사용했다.
  - 동시 세개까지 재생 가능한 사운드 채널
  - 1개의 노이즈 채널
  - 6 옥타브, 15단계의 소리크기 레벨을 지원.
  - 비슷한 시기에 MSX 등에서 사용된 AY-3-8910과 달리, 엔벨로프 재생 기능을 지원하지 않고 지정 주파수로 지정된 소리를 출력하는 기능 밖에 지원하지 못했다.
- RAM
  - 기본 램: 4 킬로바이트
  - 메모리 램: 16 킬로바이트
- ROM:
  - 8 KB (16KB까지 확장 가능)

- 입출력 단자 및 전원
  - 입출력 단자
    - TV출력
    - 비디오 출력
    - 사운드 출력
    - 센트로닉스 16핀 인터페이스
    - 8핀 DIN 카셋트 커넥터

  - 전원 공급: 외장
  - 외장 주변기기:
    - 3인치 확장 디스크 드라이브: 사양은 불분명. 금성사의 광고에서는 '3인치 표준 마이크로 디스크 드라이버'라고 언급하였다. 320킬로바이트 양면사용.
    - 테이프 레코더
    - FC-150 전용 플로터

### 소프트웨어
소프트웨어는 카트릿지 형태로 판매됐으며, 기본으로 딸린 BASIC-I 외에는 별도로 구입해야 했다.
- BASIC-I: 기본 카트릿지. 이를 꽂으면 베이직 프로그래밍이 가능하다.
- BASIC-G: 그래픽 관련 함수 등이 확장된 베이직 카트릿지. 복잡한 그래픽 및 스프라이트 기능을 베이직에서 이용가능하다.
- BASIC-F: 과학기술 관련 함수 등이 확장된 베이직 카트릿지. 부동소수형 변수를 베이직에서 정의 및 사용할 수 있어, 비교적 복잡한 수식 처리 프로그램의 작성이 가능하다.
- FALC: 스프레드쉬트 소프트웨어를 내장한 카트릿지.
- 그 외에 수십 개의 게임 소프트웨어가 존재하였다. : 디그더그, 보스코니안, 워프 & 워프, 마피, 슈퍼 코브라 등
- 학습용 소프트웨어: 금성사에서는 FC-150용으로 '우등생 중학영어'(권장소비자가격: 학년별 55,000원), '중학과학'(권장소비자가격: 32,500원), '국민학교 산수' 등의 교육용 소프트웨어를 판매했다. 이 소프트웨어는 금성사에서 자체 개발한 소프트웨어로, 당시 같이 발매된 FC-80 용으로도 동시에 발매되었다.

### 기타 정보
- 1984년 FC-150가 발매될 당시, 잡지 등에 실린 광고의 주인공으로 만화가 고우영씨가 출연하였다.
- 80년대 중순 고려시스템(Koryo Systems, Inc.)에서 KSYS-800이라는 모델명으로 FC-150 및 SORD M5와 소프트웨어적으로 완전호환되는 8비트 개인용 컴퓨터를 시판한 적이 있다. 이 컴퓨터에서 사용가능한 롬팩은, 인터페이스 규격이 FC-150과 다른 것을 제외하고는 소프트웨어적으로 완전히 동일하였다. 참고로 고려시스템은 현재 존재하는 고려시스템과 전혀 다른 별개의 회사이다.
- FC-150의 원 모델인 SORD M5은, 에뮬레이터 소프트웨어인 MESS를 통해 에뮬레이터 형태로 재현이 가능하다. SORD M5용 롬 이미지 파일 등의 입수는 인터넷에서 가능하다.

## 같이 보기
- 8비트 컴퓨터
- 삼성 퍼스컴
  - SPC-1000
- 삼보 트라이젬20 - 패미콤이 발매되던 동시대에 교육용으로 사용되었던 컴퓨터
- 한국의 개인용 컴퓨터의 역사